# 단친 이염색체성
단친성 이염색체(Uniparental disomy, UPD)는 한쪽의 부모로부터만 한 상동염색체를 모두 받는 현상이다.

## 분류
단친성 이염색체는 삼염색체 구출이나 두 염색체를 가진 정자와 염색체가 없는 난자, 그 반대로 수정된 경우에 나타날 수 있다.
- 만약 두 염색체가 다르다면, 한부모가 가진 상동염색체 두개가 각각 있는 것이다. heterodisomic UPD라고 한다. 1차 감수분열의 오류로 생긴다.
- 만약 두 염색체가 똑같은 염색체가 복제된 것이라면, 한부모가 가진 상동염색체 하나가 복제되어 온것이다. isodisomic UPD라고 한다. 2차 감수분열의 오류로 생긴다.

## 형질
단친성 이염색체로는 어떠한 표현형의 차이도 없으나, isodisomic의 경우 보인자인 한쪽 부모로부터 모든 열성 유전자를 물려받을 수 있다. 이로 인해 UPD는 한쪽 부모는 정상이고 한쪽이 보인자인 경우 여러 유전병의 원인으로 추정된다.
- 프래더-윌리 증후군이나 안젤만 증후군이 알려진 사례이다.

## 같이 보기
- 이수성 (생물학)